# Бабошево (гмина)
Бабошево (пол. Baboszewo) — сельская гмина (волость) в Польше, входит как административная единица в Плоньский повет, Мазовецкое воеводство. Население — 7991 человек (на 2004 год).

## Демография
| Перепись                       | Всего   | Всего | Женщины | Женщины | Мужчины | Мужчины |
| ------------------------------ | ------- | ----- | ------- | ------- | ------- | ------- |
| Единицы                        | человек | %     | человек | %       | человек | %       |
| Население                      | 7991    | 100   | 4049    | 50,7    | 3942    | 49,3    |
| Плотность населения (чел./км²) | 49,2    | 49,2  | 24,9    | 24,9    | 24,3    | 24,3    |

## Сельские округа
1. Бабошево
2. Божево
3. Бжесце
4. Бжесце-Мале
5. Бжесце-Нове
6. Буды-Радзыминьске
7. Цешково-Колёня
8. Цешково-Нове
9. Цешково-Старе
10. Цывины-Дынгуны
11. Цывины-Войске
12. Длужнево
13. Драмин
14. Дзектажево
15. Галёмин
16. Галёминек
17. Галёминек-Новы
18. Гощыце-Посвентне
19. Гощыце-Сьредне
20. Яроцин
21. Есёнка
22. Келки
23. Кожибе
24. Ковале
25. Кросцин
26. Крушеве
27. Ляхувец
28. Лютомежин
29. Мыстково
30. Недажин
31. Павлово
32. Пеньки-Жевиньске
33. Полесе
34. Рыбитвы
35. Жевин
36. Сарбево
37. Сокольники-Нове
38. Сокольники-Старе
39. Сьрудбоже
40. Воля-Длужневска
41. Воля-Фольварк
42. Збышино

## Соседние гмины
1. Гмина Дзежонжня
2. Гмина Глиноецк
3. Гмина Плоньск
4. Гмина Рачёнж
5. Гмина Сохоцин
6. Гмина Старозьребы